# Saison 1998 de la Super League
Navigation
Édition précédente Édition suivante
La Saison 1998 de la Super League (connue pour des raisons de partenariats comme la « JJB Sports Super League III ») est la troisième saison de cette compétition qui est le top-niveau du rugby à XIII européen. La compétition met aux prises douze clubs anglais. Pour la première fois, une phase finale et une finale détermine le vainqueur de la compétition.

## Classement
Classement final
|    | Team                | J  | G  | N | P  | Pp  | Pc  | PD   | Pts |
| -- | ------------------- | -- | -- | - | -- | --- | --- | ---- | --- |
| 1  | Wigan Warriors      | 23 | 21 | 0 | 2  | 762 | 222 | +540 | 42  |
| 2  | Leeds Rhinos        | 23 | 19 | 0 | 4  | 662 | 369 | +293 | 38  |
| 3  | Halifax Blue Sox    | 23 | 18 | 0 | 5  | 658 | 390 | +268 | 36  |
| 4  | St Helens           | 23 | 14 | 1 | 8  | 673 | 459 | +214 | 29  |
| 5  | Bradford Bulls      | 23 | 12 | 0 | 11 | 498 | 450 | +48  | 24  |
| 6  | Castleford Tigers   | 23 | 10 | 1 | 12 | 446 | 522 | -76  | 21  |
| 7  | London Broncos      | 23 | 10 | 0 | 13 | 415 | 476 | -61  | 20  |
| 8  | Sheffield Eagles    | 23 | 8  | 2 | 13 | 495 | 541 | -46  | 18  |
| 9  | Hull Sharks         | 23 | 8  | 0 | 15 | 421 | 574 | -153 | 16  |
| 10 | Warrington Wolves   | 23 | 7  | 1 | 15 | 411 | 645 | -234 | 15  |
| 11 | Salford Reds        | 23 | 6  | 1 | 16 | 319 | 575 | -256 | 13  |
| 12 | Huddersfield Giants | 23 | 2  | 0 | 21 | 288 | 825 | -537 | 4   |

|  | Qualifié pour la phase finale.     |
|  | Non qualifié pour la phase finale. |

Attribution des points : deux points sont attribués pour une victoire, un point pour un match nul, aucun point en cas de défaite.

## Phase finale
| PHASE FINALE - ÉLIMINATION              |         |                      |                 |                          |                 |        |
| (2) Leeds Rhinos                        | 13 - 6  | (3) Halifax Blue Sox | 4 octobre 1998  | Headingley, Leeds        | Russell Smith   | 10 451 |
| (4) St Helens                           | 46 - 24 | (5) Bradford Bulls   | 2 octobre 1998  | Knowsley Road, St Helens | Stuart Cummings | 8 393  |
| PHASE FINALE - DEMI-FINALES ÉLIMINATION |         |                      |                 |                          |                 |        |
| (1) Wigan Warriors                      | 17 - 4  | (2) Leeds Rhinos     | 11 octobre 1998 | Central Park, Wigan      | Stuart Cummings | 12 941 |
| (3) Halifax Blue Sox                    | 30 - 37 | (4) St Helens        | 9 octobre 1998  | The Shay, Halifax        | Steve Presley   | 5 451  |
| FINALE ÉLIMINATION                      |         |                      |                 |                          |                 |        |
| (2) Leeds Rhinos                        | 44 - 16 | (4) St Helens        | 18 octobre 1998 | Headingley, Leeds        | Stuart Cummings | 13 233 |
| FINALE                                  |         |                      |                 |                          |                 |        |
| (1) Wigan Warriors                      | 10 - 4  | (2) Leeds Rhinos     | 24 octobre 1998 | Old Trafford, Manchester | Russell Smith   | 43 533 |